# مارک وینز
مارک وینز (انگلیسی: Mark Veens؛ زادهٔ ۲۶ ژوئن ۱۹۷۸) ورزشکار ورزش شنا اهل پادشاهی هلند است.
وی در مسابقات کشوری و بین‌المللی در مجموع برندهٔ ۵ مدال طلا، ۵ مدال نقره، ۳ مدال برنز شده‌است.